# Kolowrat-Garten

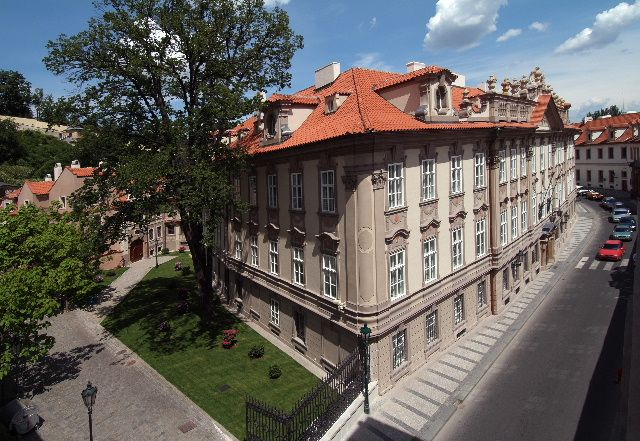
Eingang von der Straße Valdštejnská neben dem Kolowrat-Palais.

Der Kolowrat-Garten (tschechisch Kolovratská zahrada) in Prag gehört zum Areal der miteinander verbundenen Palastgärten unter der Prager Burg im Stadtteil Kleinseite. Er liegt an einem steilen Hang hinter dem Kolowrat- und dem Kleinen Fürstenberg-Palais. Mit seinen 0,07 ha Fläche ist er der kleinste Palastgarten. Zusammen mit dem Kolowrat-Palais ist er als Kulturdenkmal der Tschechischen Republik geschützt.
Die Achse des Gartens bildet eine lange schmale Treppe, die alle sieben Terrassen miteinander verbindet. Im Ostteil steht ein Barockbrunnen mit Wasserspeier. Der Garten ist als Nutzgarten angelegt, die Terrassen sind mit Birnen-, Mispel -, und Aprikosenbäumen bepflanzt.
Das Kolowrat-Palais ist zusammen mit dem benachbarten Kleinen Fürstenberg-Palais Sitz des  Senats des Parlaments der Tschechischen Republik.

## Geschichte

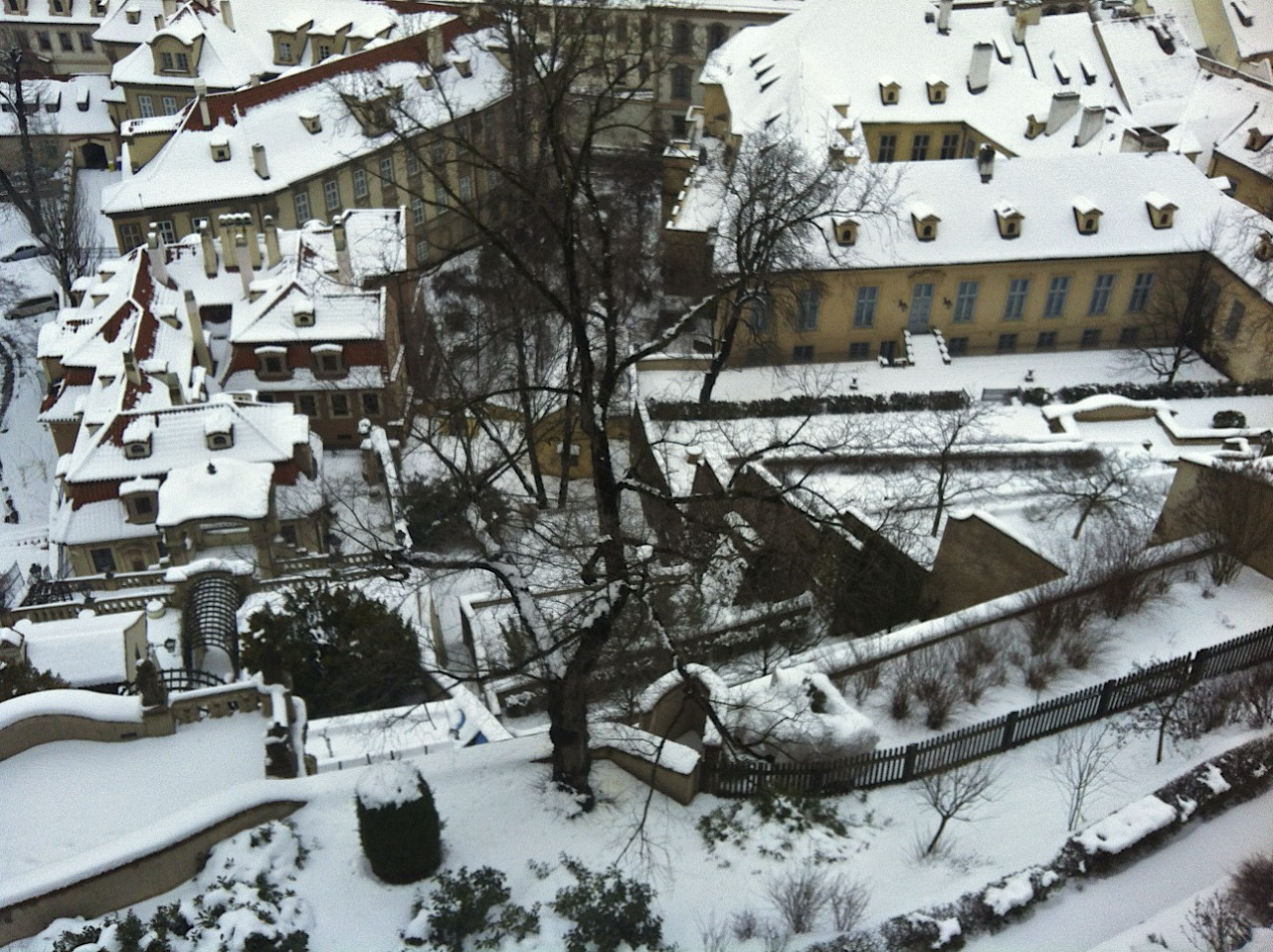
Kolowrat-Garten (hinter dem Baum) eingeengt zwischen dem Kleinen Fürstenberg-Garten und dem Großen Pálffy-Garten.

Das Grundstück befindet sich am Hang zwischen zwei ehemaligen Wehrmauern der Kleinseite (auf dem sogenannten Zwinger), die im 13. Jahrhundert vom böhmischen König Ottokar II. Přemysl angelegt wurden. Archäologische Untersuchungen zeigen, dass beim Bau der Befestigung auch Material aus einem abgerissenen romanischen Gebäude verwendet wurde. Den barocken Terrassengarten ließ Gräfin Marie Barbora von Czernin, geborene Schaffgotsch anlegen. Sie kaufte im Jahr 1759 das Anwesen und beauftragte Johann Ignaz Palliardi mit der Umgestaltung der Gebäude und des angrenzenden Gartens.
Im Jahr 1858 ließ Maxmilián Egon von Fürstenberg zwei Gebäude zwischen dem Pálffy- und Kolowrat-Palais abreißen. Dadurch entstand zwischen beiden Palais ein freier Raum, der als Garten gestaltet wurde. Von diesem Bereich, der heute von der Straße Valdštejnská aus als Eingang zum gesamten Komplex der Palastgärten dient, hat man einen schönen Blick auf die Palastgärten und auf die Prager Burg. Das Palais und der Garten gingen im Jahr 1886 in Besitz von Zdeněk Kolovrat Krakovský aus dem Adelsgeschlecht Kolowrat über, sie tragen seitdem seinen Namen.
Später wurde der Kolowrat-Garten nicht mehr gepflegt, er verfiel und wurde in den 1970er Jahren wegen Baufälligkeit geschlossen. Zusammen mit den anderen Palastgärten wurde er in den 1990er Jahren rekonstruiert und feierlich am 30. August 2000 für die Öffentlichkeit geöffnet.
Bei der Rekonstruktion wurden vor allem die stark beschädigten Stützmauern und Treppen instand gesetzt. Der schlichte Charakter als Nutzgarten blieb erhalten. Auf einer der Terrassen wurden Gewächshäuser restauriert. Vorlage dazu bot Anton Langweils Modell der Stadt Prag aus dem 19. Jahrhundert. Der Eingangsbereich von der Straße Valdštejnská hat einen repräsentativen Charakter. Das massive gusseiserne Gitter, das den Garten von der Straße trennt, wurde nach historischen Vorlagen rekonstruiert.
Im Eingangsbereich wurde 2015 eine Büste des französischen Präsidenten François Mitterrand enthüllt. Sie erinnert an Mitterrands Treffen mit tschechoslowakischen Oppositionellen im Jahr 1988.